# Guglielmo Scilla
Guglielmo Scilla, noto anche con lo pseudonimo di Willwoosh (Roma, 26 novembre 1987), è uno youtuber, attore e conduttore radiofonico italiano.
La popolarità ottenuta sul web gli ha permesso di avviare una carriera nel mondo dello spettacolo. Ha recitato in diverse serie televisive, pellicole per il cinema e spettacoli teatrali. Ha condotto un programma sull'emittente Radio Deejay.

## Biografia
Guglielmo Scilla nasce a Roma, ma si trasferisce all'età di un anno a Catania; a dieci anni ritorna a Roma dove frequenta il Liceo classico statale Giulio Cesare. Decide di dedicarsi alla produzione di video su YouTube e carica il suo primo video a Capodanno del 2009. Diventa noto con lo pseudonimo di Willwoosh, tanto che il suo canale a maggio 2011 risulta essere quello con più iscritti e il più visitato in Italia. Dopo due anni di inattività, per un periodo che va dal 31 ottobre 2013 al settembre del 2015, ritorna a pubblicare video su YouTube. Nel 2017 dà inizio su YouTube alla sua rubrica comica Vita Buttata, nella quale vengono fatti ascoltare e commentati i messaggi vocali mandati dai suoi followers a proposito di temi precedentemente comunicati da Guglielmo stesso su Facebook e su YouTube. A dicembre 2018 pubblica sul suo canale YouTube il vlogmas per il Natale 2018 e l'esperimento viene ripetuto nel 2019 e nel 2020 A giugno 2019 raggiunge il milione di iscritti sul suo canale principale.
Nel 2010 ha recitato nel film Una canzone per te, diretto da Herbert Simone Paragnani. Dal 2011 al 2013 è fra gli autori e attori, insieme agli amici Claudio Di Biagio e Matteo Bruno, della webserie fantascientifica Freaks!, arrivata alla seconda stagione, e dal 2011 al 2015 conduce A tu per Gu su Radio Deejay, entrambi supportati da ShowReel con l'aiuto di Luca Leoni, tra l'altro autore del programma. Lo stesso anno recita nel film Matrimonio a Parigi, diretto da Claudio Risi, nel ruolo di Diego. In seguito fa parte del cast del film 10 regole per fare innamorare nel ruolo del protagonista Marco, appassionato di astronomia e scienze con la passione per l'insegnamento nella scuola materna; il film esce nelle sale italiane il 16 marzo 2012. Il 22 febbraio è stato pubblicato il suo libro omonimo (scritto in collaborazione con Alessia Pelonzi), edito da Kowalski. Nell'aprile del 2011 Disney l'ha voluto negli studi della Pixar per l'anteprima di Cars 2 e, nel 2012, per quella di Ribelle - The Brave.
Nel 2012, per i trent'anni di Radio Deejay, intervista dodici personaggi legati alla storia dell'emittente nel programma televisivo 30 gradi di separazione di Deejay TV. Contestualmente conduce la diretta radiofonica della festa organizzata il 31 gennaio 2012, intervistando i protagonisti del presente e del passato dell'emittente con Luca Leoni.
Nel maggio 2013 viene pubblicato il suo primo romanzo, L'inganno della morte, edito da Kowalski, e nel novembre dello stesso anno partecipa al film Fuga di cervelli di Paolo Ruffini.
Nel maggio 2015 è uno dei protagonisti del film Hybris. Nello stesso anno presenta gli MTV Music Awards 2015.
Nel 2016 recita la parte del protagonista nella fiction Baciato dal sole.
Nel 2017 partecipa alla rappresentazione teatrale di Grease a Milano, nei panni di Danny Zuko. Il 27 giugno viene annunciata la sua partecipazione alla 6ª edizione di Pechino Express assieme ad Alice Venturi nella coppia degli "Amici", arriva fino alla settima puntata, la trasmissione ottiene uno share medio dell'8,04% per una media di 1.831.000 spettatori.
Nello stesso anno, a seguito della presa di posizione a favore dei diritti LGBT, riceve una nomination come influencer dell'anno ai Diversity Media Awards, riconoscimento che vincerà nel 2024 con il Podcast Invertiti, assieme alla stimata amica ed attivista Cathy La Torre in un corto contro il bullismo.
Nel 2019 fonda la sua Società, la Willwoosh Srl.
Dal 2021 collabora con la rivista Vanity Fair Italia.
Da luglio a ottobre 2022 conduce il podcast Feroci con Lollo Barollo e Michele Bravi.

## Vita privata e posizioni politiche
Il 13 settembre 2017 decide di fare coming out dichiarando apertamente la propria omosessualità in un post pubblicato sul proprio canale YouTube. Il video riceve più di un milione di visualizzazioni e la notizia viene ripresa dalle principali testate giornalistiche italiane. 
Ha tre fratelli: Gabriele, Gianluigi ed Enrico. Tutti e tre sono apparsi in alcuni video del format Vita buttata. Gabriele e Gianluigi hanno anche una pagina Facebook, nominata Super Scilla Bros, sulla quale caricano video delle loro esibizioni come stuntman. Enrico Scilla, da qualche tempo, è diventato il videomaker e montatore dei suoi video. In occasione del confinamento dovuto alla pandemia da COVID-19, organizza uno special format su Instagram insieme ai fratelli Gabriele ed Enrico: dal lunedì al sabato dalle ore 17:00, Guglielmo si collega con i fratelli in diretta su Instagram per eseguire l'allenamento per il "Fisico da Covid". Il format si è rivelato molto fortunato, toccando quotidianamente più di 11.000 spettatori e risultando, quindi, uno dei programmi di allenamento più seguiti e più longevi durante la quarantena.
Nel 2021, si è espresso a favore del Ddl Zan, disegno di legge contro l'omofobia, dicendosi profondamente deluso per l'affossamento.

## Filmografia

### Cinema
- Una canzone per te, regia di Herbert Simone Paragnani (2010)
- Matrimonio a Parigi, regia di Claudio Risi (2011)
- 10 regole per fare innamorare, regia di Cristiano Bortone (2012)
- Fuga di cervelli, regia di Paolo Ruffini (2013)
- Hybris, regia di Giuseppe Francesco Maione (2015)
- I'm - Infinita come lo spazio (I'm – Endless Like the Space), regia di Anne Riitta Ciccone (2017)
- De Serpentis Munere - Il dono del serpente, regia di Roberto Leoni (2020)

### Televisione
- Baciato dal sole — miniserie TV (2016)
- Love Snack, regia di Elia Castangia - episodio 2x02 (2018)

### Webserie
- Freaks!, regia di Claudio Di Biagio e Matteo Bruno (2011-2013)
- Lost in Google, regia di Francesco Capaldo (2012)
- Fuga dalla morte, regia di Michael Righini (2013)

### Videoclip
- Ragazzo inadeguato - Max Pezzali (2013)

### Doppiaggio
- Cartone animato sulla sicurezza stradale della GOODYEAR insieme a Claudio Santamaria e Claudia Gerini (2011)
- Lucas Cruikshank in Fred: The Show

## Programmi televisivi

### Televisione
- 30 gradi di separazione (Deejay TV, 2012)
- A tu per Jay (Deejay TV, 2012)
- Pechino Express (Rai 2, 2017) Concorrente
- Sex, Uncut (Prime Video, 2021),  di Virginia W. Ricci
- Alessandro Borghese - Celebrity Chef (TV8, 2022) - concorrente
- Non sono una signora (Rai 2, 2023) - concorrente

### Web
- Prime Talks... (dal 2019)
- Dream Hit (2020)
- All Colors On Board (2025)

## Discografia

### Colonne sonore
- 2016 – Baciato dal sole

### Singoli
- 2025 – Non ti rende gay (con Camilla Boniardi)

## Teatro
- Grease, regia di Saverio Marconi (2017)
- La prima volta, (2019)
- Avanguardia pura (con Camilla Boniardi), (2025)

## Radio
- A tu per Gu, in onda su Radio Deejay (2011-2015)

Podcast
- Invertiti, con Cathy La Torre
- Feroci, con Michele Bravi e Lollo Barollo (2022)
- Oasi Aboca, con (Sofia Viscardi e Serena Dandini) (2025)

## Libri
- Guglielmo Scilla, Alessia Pelonzi, 10 regole per fare innamorare, Kowalski, febbraio 2012, ISBN 978-88-7496-810-7.
- Guglielmo Scilla, Claudio Di Biagio, Giampaolo Speziale, Matteo Bruno, Freaks! Tutti i segreti, Kowalski, novembre 2012.
- Guglielmo Scilla, L'inganno della morte, Kowalski, maggio 2013.

## Riconoscimenti
- 2016: Premio Albatros Speciale Cultura assegnato a personalità del mondo dello spettacolo, della cultura e del sociale, che si sono particolarmente distinte nell'ultimo anno.